# 大阪經濟法科大學
大阪經濟法科大學是一所位於日本大阪府的私立大學，創立於1971年。該校的創立者金澤尚淑博士認為「經濟與法律如同社會的兩輪，修習這兩門學問，才能培養出無與倫比的人格。」並以此作為大阪經濟法科大學的建校理念。
泰晤士高等教育於2017年發表的日本大學排名當中，大阪經法大在「國際性」項目排行全日本第二，僅次於立命館亞洲太平洋大學。

## 沿革
- 1971年 - 大阪經濟法律學園創立；同年四月，大阪經濟法科大學開學。
- 1987年 - 圖書館竣工，開設出版部。
- 1989年 - 綜合體育館完工。
- 2003年 - 設置亞洲太平洋研究中心。
- 2011年 - 八尾站前校區竣工。
- 2014年 - 經濟學部增設經營學科。
- 2015年 - 設立大學院經濟學研究科。
- 2016年 - 設立國際學部。
- 2017年 - 大學院經濟學研究科增設經營學專攻。

## 組織

### 學部
經濟學部
- 經濟學科
- 經營學科

法學部
- 法律學科

國際學部
- 國際學科

### 大學院
經濟學研究科
- 經濟學專攻
- 經營學專攻

## 對外關係

### 海外
大阪經濟法科大學與全球25國，逾60所大學有合作關係，其中與東亞各國的各姊妹校交流特別活躍。該校與中華人民共和國的北京大學、復旦大學、中山大學，韓國的高麗大學、延世大學及台灣的國立臺灣大學等當地名校皆有學術合作。

## 相關人物

### 教師
- 武者小路公秀 - 國際政治學教授。

### 畢業校友
- 細川茂樹（日语：細川茂樹） - 演員。
- 濱田剛史（日语：濱田剛史） - 大阪府高槻市市長。
- 內山智之（日语：内山智之） - 前福岡大榮鷹隊投手。

## 外部連結
- 大阪經濟法科大學官方網站 （页面存档备份，存于）